# Илайяраджа
Илайяраджа (там. இளையராஜா; настоящее имя — Гнанатхесикан; род. 2 июня, 1943, Паннайпурам, Тамилнад, Британская Индия) — индийский кинокомпозитор, закадровый исполнитель и музыкальный продюсер. Бо́льшей частью пишет музыку для трёх крупнейших киноиндустрий Индии: Колливуда (фильмы на тамильском языке), Толливуда (фильмы на языке те́лугу), фильмы на языке каннада, фильмы на языке малаялам и Болливуда (фильмы на языке хинди).

## Биография
Илайяраджа родился как Гнанатхесикан в 1943 году в Паннайпураме, округ Тхени, Тамил Наду, Индия. Когда он пошел в школу, его отец изменил свое имя на «Раджайя», но жители его деревни называли его «Раасайя». Илайяраджа присоединился к Мастеру Дханраджа в качестве ученика, чтобы научился играть на музыкальных инструментах, и мастер переименовал его и назвал его просто «Раджа».
Илайяраджа вырос в сельской местности, где слушали разнообразную тамильскую народную музыку. В возрасте 14 лет он присоединился к путешествующей музыкальной труппе во главе со своим старшим братом Паваларом Варадараджаном и провел следующее десятилетие, выступая по всей Южной Индии. Работая с труппой, он написал свою первую композицию, музыкальную адаптацию элегии, написанную лауреатом тамильского поэта Каннадасаном для Джавахарлала Неру, первого премьер-министра Индии. В 1968 году Илайяраджа начал музыкальный курс с профессором Дханраджем в Мадрасе (ныне Ченнай), который включал в себя обзор западной классической музыки, композиционное обучение таким методам, как контрапункт, и обучение инструментальному исполнению. Ilaiyaraaja является золотым медалистом по классической гитаре после завершения курса по каналу дистанционного обучения из музыкального колледжа Тринити, Лондон.
В 1970-х годах в Ченнае Илайяраджа играл на гитаре в группе и работал сессионным гитаристом, клавишником и органистом для композиторов и режиссёров кинематографической музыки, таких как Салил Чоудхури из Западной Бенгалии. После того, как он был нанят в качестве музыкального ассистента легендарного композитора фильма Г. К. Венкатеша, он работал над 200 кинопроектами, в основном в Сандалвуде. Как помощник Г. К. Венкатеша, Илайяраджа управлял мелодическими очертаниями, разработанными Венкатешем. В это время Илайяраджа узнал большую часть о сочинениях под руководством Г. К. Венкатеша. В этот период Илайяраджа также начал писать свои собственные партитуры. Чтобы послушать свои композиции, он уговаривал сессионных музыкантов Венкатеша сыграть отрывки из его партитур в свободное время. Даже сегодня Илайяраджа вспоминает золотые дни со своим мастером Г. К. Венкатешем.
Первый фильм, который сочинил музыку для игрового фильма, стал Anakili 1976 года, режиссёр фильма поручил его написать песни к фильму, Селварадж настаивал на том, чтобы братья Павалар сочиняли музыку, но Панчу выбрал Расайю для сочинения музыки, так как считал, что не следует брать трех братьев для сочинения музыки, но известный кинопродюсер Панчу Аруначалам добавил «Илайя» (в переводе с тамильского «Илайя» означает «младший») в качестве префикса к своему имени Раджа, и он назвал его «Илайяраджа», потому что в 1970-х годах был ещё один композитор А. М. Раджа, который был популярным а тот момент.Для саундтрека, он использовал мотивы тамильской народной музыки, создав смесь западных и тамильских идиом
В 1982 году вышел фильм Moondram Pirai, песни которого стали популярными, но режиссёр фильма решил сделал ремейк Sadma для хинди-язычной публики, но Илайяраджа решил сочинить аранжировку своих песен с оригинала в версии ремейка, все песни также как и оригинал стали хитами., но несмотря на успехи хиндиязычных хитов в Болливуде, является одним из немногих южно-индийских композиторов не получал ни одной главной награды Болливуда Filmfare.
Сейчас Илайяраджа редко пишет музыку к фильмам, но некоторые становятся хитами, также на концертах он выступает очень редко. Также являлся наставников среди начинающих композиторов, среди них А. Р. Рахман, который впоследствии стал популярным композитором во всём мире.

## Личная жизнь
Илайяраджа был женат на Дживе, и у пары есть трое детей — Картик Раджа, Юван Шанкар Раджа и Бхаватарини — все композиторы и певцы. Его жена Джива умерла 31 октября 2011 года. У Илайяраджи есть брат; Гангай Амаран, который также является композитором и автором текстов в тамильской киноиндустрии. Имеет несколько внунокв.

## Фильмография

### В качестве композитора
- 1976 — Annakkili
- 1976 — Bhadrakali
- 1977 — Bhadrakali (тел.)
- 1977 — 16 Vayathinile
- 1978 — Thyagam
- 1978 — Maathu Tappada Maga (канн.)
- 1978 — Sigappu Rojakkal
- 1981 — Garjanai / Garjanam (малаял.) / Garjane (канн.)
- 1983 — Sadma (хинди)
- 1987 — Kamagni (хинди)
- 1987 — Nayakan
- 1988 — Bloodstone (англ.)
- 1988 — Agni Natchathiram
- 1988 — Aakhari Poratam (тел.)
- 1988 — Marana Mrudangam (тел.)
- 1989 — Mahaadev (хинди)
- 1989 — Raajadhi Raaja
- 1989 — Geethanjali (тел.)
- 1989 — Siva (тел.)
- 1991 — Thalapathi
- 1991 — Coolie No 1 (тел.)
- 2000 — Hey Ram (там.) (хинди)
- 2010 — Om Shanti (тел.)
- 2010 — Gaayam 2 (тел.)
- 2014 — Oggarane (канн.) / Ulavacharu Biryani (тел.) / Un Samayal Arayil (там.)
- 2014 — Shamitabh (хинди)
- 2015 — Mythri (канн.) (малаял.)
- 2015 — Rudramadevi (тел.)
- 2016 — Appa